# Krigsåret 1776

## Pågående krig
- Amerikanska revolutionskriget (1775-1783)[1]
  - Storbritannien på ena sidan.
  - De tretton kolonierna (från 4 juli USA), Frankrike med flera på andra sidan.

- Indiankrigen (1622-1918)
  - Diverse stater i Amerika på ena sidan
  - Diverse indainstammar på andra sidan

### Fotnoter
1. ↑  ”World Statesmen”. http://www.worldstatesmen.org/WARS.html. Läst 28 juni 2011.